# Rigarda
Rigarda en francés y oficialmente, Rigardà en catalán, es una localidad y comuna francesa, situada en el departamento de Pirineos Orientales en la región de Languedoc-Rosellón y comarca histórica del Conflent. 
A sus habitantes se les conoce por el gentilicio de rigardanais en francés.

## Demografía
| 125 | 137 | 135 | 144 | 164 | 219 |
| Para los censos de 1962 a 1999 la población legal corresponde a la población sin duplicidades (Fuente: INSEE [Consultar]) |     |     |     |     |     |